# Hugo Pratt
Hugo Pratt   (Rímini, 15 de juny de 1927 - Pully, 20 d'agost de 1995), nom artístic d'Ugo Eugenio Prat, fou un dibuixant de còmic italià que va escriure arguments amb gran recerca històrica com en el cas de Corto Maltès i d'altres sèries. Va ser declarat membre del Comic Book Hall of Fame el 2005.

## Biografia

### Primers anys
Nascut a Rímini, a Romanya, fill de Rolando Prat i Evelina Genero, Hugo Pratt va passar la seva infantesa a Venècia en un ambient familiar molt cosmopolita. El seu avi per part de pare, Joseph, era d'origen anglès, mentre que el seu avi per part de mare era d'origen jueu i l'àvia d'origen turc. Era també família de l'actor Boris Karloff, el nom real del qual era William Henry Pratt. El 1937, Hugo Pratt va mudar-se a Abissínia (Àfrica Oriental Italiana), per reunir-se amb el seu pare, que treballava allí, després de la conquesta del país per la Itàlia de Mussolini. El pare d'Hugo Pratt, que era soldat professional italià, va ser capturat, el 1941, per les tropes britàniques i va morir de malaltia, el 1942, com a presoner de guerra. El mateix any, Hugo Pratt i sa mare van ser internats en un camp de presoners a Dirédaoua, on ell va comprar còmics de guardes i des d'on més tard va ser enviat de retorn a Itàlia per la Creu Roja. El 1944 va estar a punt de ser executat per les SS en confondre'l amb un espia sud-africà.
Després de la Segona Guerra Mundial va anar a viure a Venècia, on organitzava espectacles per a les tropes aliades. Més tard va entrar a formar part del Grup de Venècia amb altres dibuixants de còmics, incloent Alberto Ongaro i Mario Faustinelli. Com a influències seves es poden citar en el terreny literari autors com James Oliver Curwood, Zane Gray, Kenneth Roberts, així com còmics dibuixats per Lyman Young, Will Eisner i principalment Milton Caniff. La seva revista, Asso di Picche, llançada el 1945 com Albo Uragano, es concentrava en històries d'aventures. La revista va tenir un cert èxit i publicà treballs de joves talents com Dino Battaglia, Rinaldo D'Ami i Giorgio Bellavitis. El personatge d'Asso di Picche va ser un èxit, principalment a l'Argentina, on el dibuixant va ser convidat el 1949.

### Anys a l'Argentina
Va anar a viure a Buenos Aires, on va treballar per a l'editorial argentina Abril i on va trobar-se amb artistes de còmic sud-americans com José-Luís Salinas i Solano López. Va passar-se a l'Editorial Frontera, en què es van publicar moltes de les més importants sèries d'Hugo Pratt. Entre aquestes, Junglemen (escrita per Ongaro), Sgt. Kirk, Ernie Pike i Ticonderoga. Les darreres van ser escrites totes per Hector Oesterheld, un dels més importants escriptors de còmics argentins i potser de tot el món. Pratt va aprendre a dibuixar a l'Escuela Panamericana de Arte dirigida per Enrique Lipszyc. Viatjava habitualment a destinacions de Sud-amèrica com l'Amazònia i Mato Grosso. Durant aquest període, va fer el seu primer còmic com a autor complet: Anna nella giungla, que va ser seguit per Capitan Cormorant i Wheeling. El darrer va ser completat després de tornar a Itàlia.

### Retorn a Itàlia i creació del personatge Corto Maltès

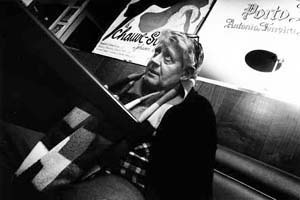
1989

De l'estiu del 1959 a l'estiu del 1960 Pratt va viure a Londres, on va dibuixar sèries de còmics de guerra per a Fleetway Publications, amb escriptors de còmics britànics. Després d'això va tornar a l'Argentina, malgrat els durs moments econòmics. D'allí va tornar a Itàlia el 1962, on va iniciar una col·laboració amb la revista de còmics per a nens Il Corriere dei Piccoli, per a la qual va adaptar diversos clàssics de la literatura d'aventures, incloent L'illa del tresor de Robert Louis Stevenson.
El 1967, Pratt va trobar-se amb Florenzo Ivaldi, i amb ell va crear una revista de còmics que prengué el nom del seu heroi, Sargent Kirk. En el primer número es va publicar la història més famosa d'Hugo Pratt, La balada de la Mar Salada, que presentava el seu personatge més conegut: Corto Maltès. La sèrie de Corto Maltès va tenir continuïtat en 1970 a la revista francesa Pif i en 1973 a Després de l'experiència amb Pif Gadget Pratt va treballar en la llarga història Corte sconta detta Arcana que va ser publicada a la revista mensual italiana Linus de 1974 a 1977. El següent treball va ser Favola di Venezia, publicat l'any 1977 a la revista L'Europeo.
A causa de la barreja cultural dels seus avantpassats, Corto coneixia múltiples tradicions que anaven de la càbala a la maçoneria, passant per un coneixement exhaustiu de la història. Moltes de les seves aventures estan situades en èpoques històriques reals i tenen a veure amb esdeveniments reals: la guerra entre França i els colons britànics a Ticonderoga el 1755, guerres colonials a l'Àfrica i ambdues guerres mundials, per exemple. Pratt va fer un estudi exhaustiu de fets i detalls visuals, i alguns personatges són figures històriques reals o, si més no, estan basats en aquestes figures, com l'Alter Ego de Corto, en Rasputin. Molts dels personatges menors es passegen per altres històries de manera que els còmics de Pratt formen part del mateix continu.
La sèrie principal d'Hugo Pratt en la segona part de la seva carrera inclou Els escorpins del desert i Jesuit Joe. També va col·laborar amb el seu amic i deixeble Milo Manara amb Estiu indi i El gaucho.
Pratt va citar Joseph Conrad, Fenimore Cooper, Herman Melville i Jack London com a influències, així com Milton Caniff i Will Eisner.
El divendres 15 de juliol de 2005, a la Convenció de Còmics de San Diego, va ser nomenat membre del Comic Book Hall of Fame.

## Principals treballs
- Asso di Picche (L'as de piques, Ace of Spades, 1945-1949)
- Sgt. Kirk (Sgt. Kirk, 1953-1959)
- Ticonderoga (1957-1958)
- Ernie Pike (1957-1959)
- Anna nella giungla, 1959
- Capità Cormorant (1962)
- Wheeling (1962)
- Corto Maltès (1967-1992)
  - La balada de la mar Salada (1967)
  - Sota el signe de Capricorn (1970)
  - Corto sempre una mica més lluny (1969-1971)
  - Les cèltiques (1971-1972)
  - Les etiòpiques (1972-1973)
  - Corte sconta detta Arcana - Corto Maltès a Sibèria (1974-1975)
  - Faula de Venècia
  - La casa daurada de Samarcanda (1980)
  - La joventut de Corto (1981)
  - Tango… i tot a mitja llum (1985)
  - Les helvètiques (1987)
  - Mu (1988)
- Els escorpins del desert (1969-92)
  - Els escorpins del desert [episodi 1] (1969-73)
  - Piccolo chalet… (1975)
  - Vanghe Dancale (1980)
  - Dry Martini Parlor (1982)
  - Brisa de mar (1992)
- Sven - L'home del Carib (1976)
- La macumba del Gringo (1977)
- A l'Oest de l'Eden (1978)
- Jesuit Joe (1980)
- Estiu indi 1983, amb Milo Manara)
- Cato Zulu (1984-88)
- El Gaucho (1991, amb Milo Manara)
- Saint-Exupéry - el darrer vol (1994)
- Morgan (1995)
- Corto Maltese, novel·la (1995)